# Gounellea dulcissima
Gounellea dulcissima är en skalbaggsart som först beskrevs av White 1855.  Gounellea dulcissima ingår i släktet Gounellea och familjen långhorningar. Inga underarter finns listade i Catalogue of Life.